# Geografie Polska
Tento článek popisuje geografické poměry v Polské republice.

## Poloha
Polsko je stát ležící ve střední Evropě na severní a východní polokouli s přístupem k Baltskému moři. Polské území se nachází mezi Baltským mořem na severu a vrcholky Karpat a Sudet na jihu. Většina Polska se nachází v povodí Odry a Visly, která na severu a v centrální části patří k Středoevropské nížině, a to k její nejvýchodnější části zvané Polská nížina (Středopolské nížiny, Jihobaltské pojezeří, Jihobaltské pobřeží) a na jihu k sudetskému a karpatskému podhůří. Součástí Polska jsou také severní svahy Sudet (np. Krkonoše, Orlické hory) a Karpat (np. Tatry, Beskydy, Bieszczady). Vrcholky zvláště těch posledně jmenovaných tvoří přirozenou hranici mezi lidskými společenstvími ze severní a jižní strany hor již déle než 1200 let (politická hranice vedoucí hlavními vrcholky severní části Karpat je jednou z nejtrvalejších hranic v Evropě; výjimku zde tvoří jedině Spišská kotlina a vlna valašského osadnictví, která prošla oběma stranami hor a po své cestě vytvořila specifické míchané etnické skupiny horalů). Severovýchodní část Polska patří k Východoevropské rovině.

## Krajní body
- Nejsevernější bod: 54°50' 08,8″ severní šířky (obec Jastrzębia Góra, bod na pobřeží tzw. "Gwiazda Północy", dříve se za nejsevernější bod považovalo mys Rozewie)
- Nejjižnější bod: 49°00′ severní šířky (obec Lutowiska, vrcholek hory Opołonek, 1024 m nad mořem)
- Nejzápadnější bod: 14°07′ východní délky (obec Cedynia, břeh řeky Odry u lokalizace Osinów Dolny, někdy se mylně udává bod v lokalizaci Siekierki)
- Nejvýchodnější bod: 24°09′ východní délky (obec Horodło, břeh řeky Bug u lokalizace Zosin)
- Geografický střed: 52°03′ severní šířky a 19°27′ východní délky (obec Piątek, lodžské vojvodství)
- Vzdálenosti:
  - severozápad-jihovýchod:
    - Štětín-Přemyšl 696 km
    - Svinoústí-Ustrzyki Górne 789 km
    - nejvzdálenější území na ostrově Uznam-břeh řeky San nejdále na jihovýchodě 811 km (nejvíc odlehlé body v Polsku)

  - sever-jih:
    - Těšín-pobřeží Baltu 512 km

  - severovýchod-jihozápad:
    - Suwałki-Bogatynia 646 km

  - západ-východ:
    - podél 52° rovnoběžky 689 km

## Rozloha

Pobřežní moře

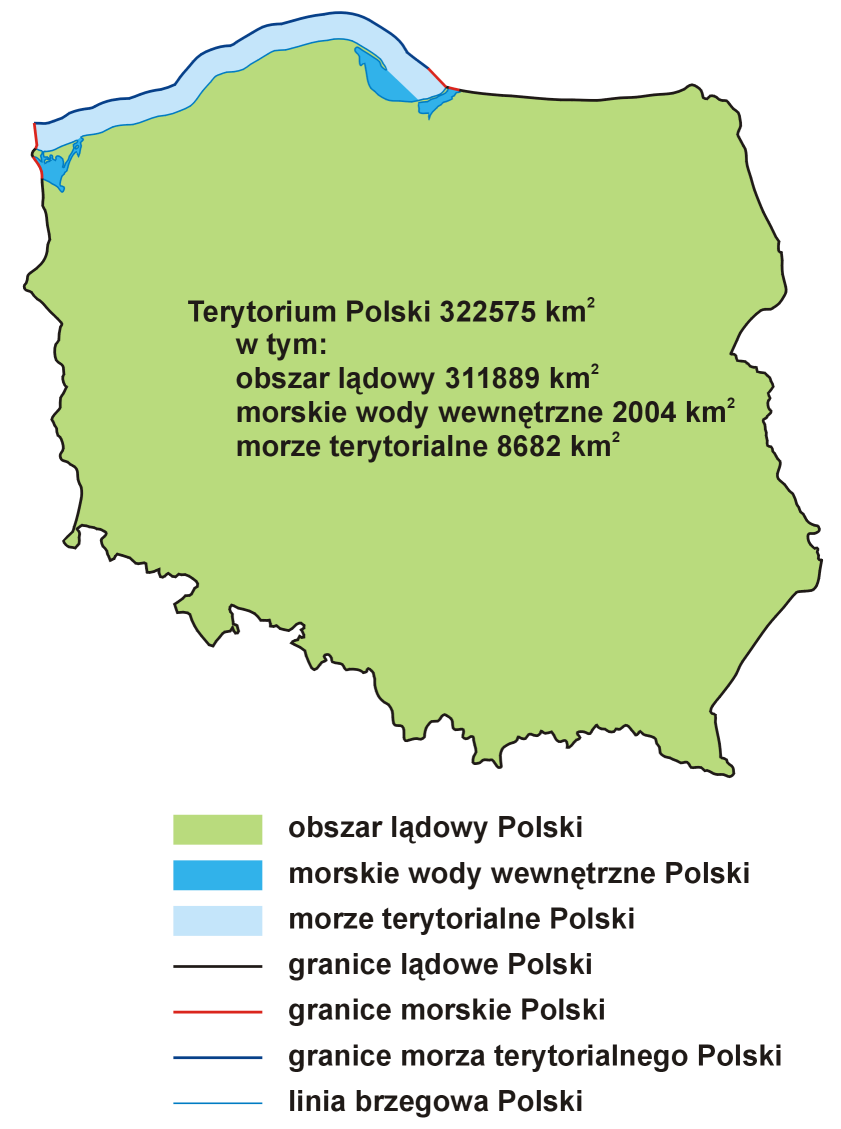
Polské teritorium se staršími statistickými údaji.

Polské teritorium se skládá z pevniny (součástí pevniny je pevninské vodstvo), teritoriálního moře a vnitřních vod (součást moře mezi pobřežím a základní linií, od které se určuje teritoriální moře). Těsně u mořské hranice Polsko zřídilo přilehlou zónu. Součástí státního teritoria není polská výlučná ekonomická zóna, ale v tomto prostoru má Polsko specifická práva určená Úmluvou Organizace spojených národů o mořském právu.
- Pevninská část polského teritoria má rozlohu 311 888 km².[1] Součástí pevniny je pevninské vodstvo, ke kterému patří řeky, rybníky, vnitrozemské kanály (vodní cesty) a jezera (povrch polských jezer větších než 1 ha je 3170 km²[2]).
- Polské vnitřní vody mají rozlohu 2005 km².[1] Jejich součástí je polská část Štětínského zálivu, průliv Svina, průliv Dziwna, polská část Vislanského zálivu, vodstvo v přístavech a polská část Gdaňského zálivu, a to až k základní linii pro vyměření teritoriálního moře. Vnitřní vody nejsou součástí teritoriálního moře, ale jsou součástí moře z geografického hlediska (nejedná se o pevninské vodstvo).
- Polské teritoriální moře má rozlohu 8682 km²[1] a šířku 12 mořských mil (22,224 km) od pobřeží nebo základní linie, která je hranicí vnitřních vod.

Celková rozloha polského teritoria je 322 575 km². Specifická práva má Polsko v polské výlučné ekonomické zóně, která od roku 2018 má rozlohu 19 749 km². Hranice polské výlučné ekonomické zóny na Baltu je vymezena smlouvami s Německem (I když se jedná o smlouvu s Německou Demokratickou Republikou. Po sjednocení Německa není zcela jasné zda Německá Spolková Republika tuto smlouvu uznává na rozdíl od uznané hraniční smlouvy na pevnině.), Švédskem, Ruskem a od 2018 roku také s Dánskem. Do roku 2018 měla polská výlučná ekonomická zóna rozlohu 22 634 km² (včetně sporné oblasti s Dánskem a přilehlé zóny). S Dánskem (oblast ostrova Bornholm) probíhal v letech 1978–2018 územní spor. Dánská a polská ekonomická zóna se dlouho prolínaly a existovala tak sporná oblast, kterou si nárokovaly oba státy. 19. listopadu 2018 byla mezi Polskem a Dánskem podepsána smlouva o rozhraničení sporné oblasti na Baltu končící spor táhnoucí se od roku 1978. Ze sporných 3600 km² připadlo Polsku 715 km² a 2885 km² Dánsku. Po podepsání poslední smlouvy polská výlučná ekonomická zóna se rozkládá na ploše 19 749 km² a celý průběh hranic je právně uregulován dvoustrannými smlouvami se sousedními zeměmi. Za podpisem smlouvy stála stavba plynovodu Baltic Pipe, který po zprovoznění v roce 2022 do Polska dodává zemní plyn z Norska. Výlučná ekonomická zóna se nachází za teritoriálním mořem (začíná 12 mil od základní linie a končí 200 mil od ní, respektive 370 km od základní linie; přilehlá zóna vytyčená Polskem v roce 2015 se nachází mezi teritoriálním mořem a zbytkem výlučné ekonomické zóny – začíná 12 mil od základní linie a v závislosti na místě může dosahovat až 24 mil od základní linie). V polské ekonomické zóně Polsko provozuje mořské vrtné plošiny Baltic Beta, Petro Giant, Lotos Pertobaltic, Petrobaltic a PG-1.
Polsko provozuje několik vědeckých polárních stanic. Na severní polokouli to jsou 4 stanice na souostroví Špicberky (Stacja Polarna "Petuniabukta" Uniwersytetu im. Adama Mickiewicza w Poznaniu, Polska Stacja Polarna Hornsund im. Stanisława Siedleckiego, Stacja Polarna im. Stanisława Baranowskiego Uniwersytetu Wrocławskiego na Spitsbergenie, Stacja Polarna Uniwersytetu Mikołaja Kopernika na Spitsbergenie) a na jižní polokouli 2 stanice (Ostrov krále Jiřího – Polska Stacja Antarktyczna im. Henryka Arctowskiego, Bungerova oáza – Stacja im. Antoniego Bolesława Dobrowolskiego)
V mnoha atlasech a encyklopediích je udávána rozloha Polska kolem 312 685 km². Jedná se o administrativní rozlohu všech obcí Polska. K některým obcím bylo v Polsku přidáno přilehlé moře – 791 km² z polských vnitřních vod zejména v Štětínském zálivu a Vislanském zálivu. Současná (2016) "administrativní rozloha" Polska činí 312 679 km² a není totožná s teritoriem Polska a také nevyjadřuje rozlohu polské pevniny – týká se pouze té části teritoria (pevniny i moře), kterou spravují polské obce (gminy). Zbytek polského teritoria (1214 km² vnitřních vod a 8682 km² teritoriálního moře, tedy celkem 9896 km²) administruje polské ministerstvo pro mořské hospodářství a vnitrozemskou plavbu a jeho mořské úřady ve Štětíně, Slupsku a Gdyni. Polská práva v polské ekonomické zóně na Baltu (přilehlá zóna a zbytek ekonomické zóny – 19 749 km²) spadají také pod polské ministerstvo pro mořské hospodářství a vnitrozemskou plavbu.

## Topografie

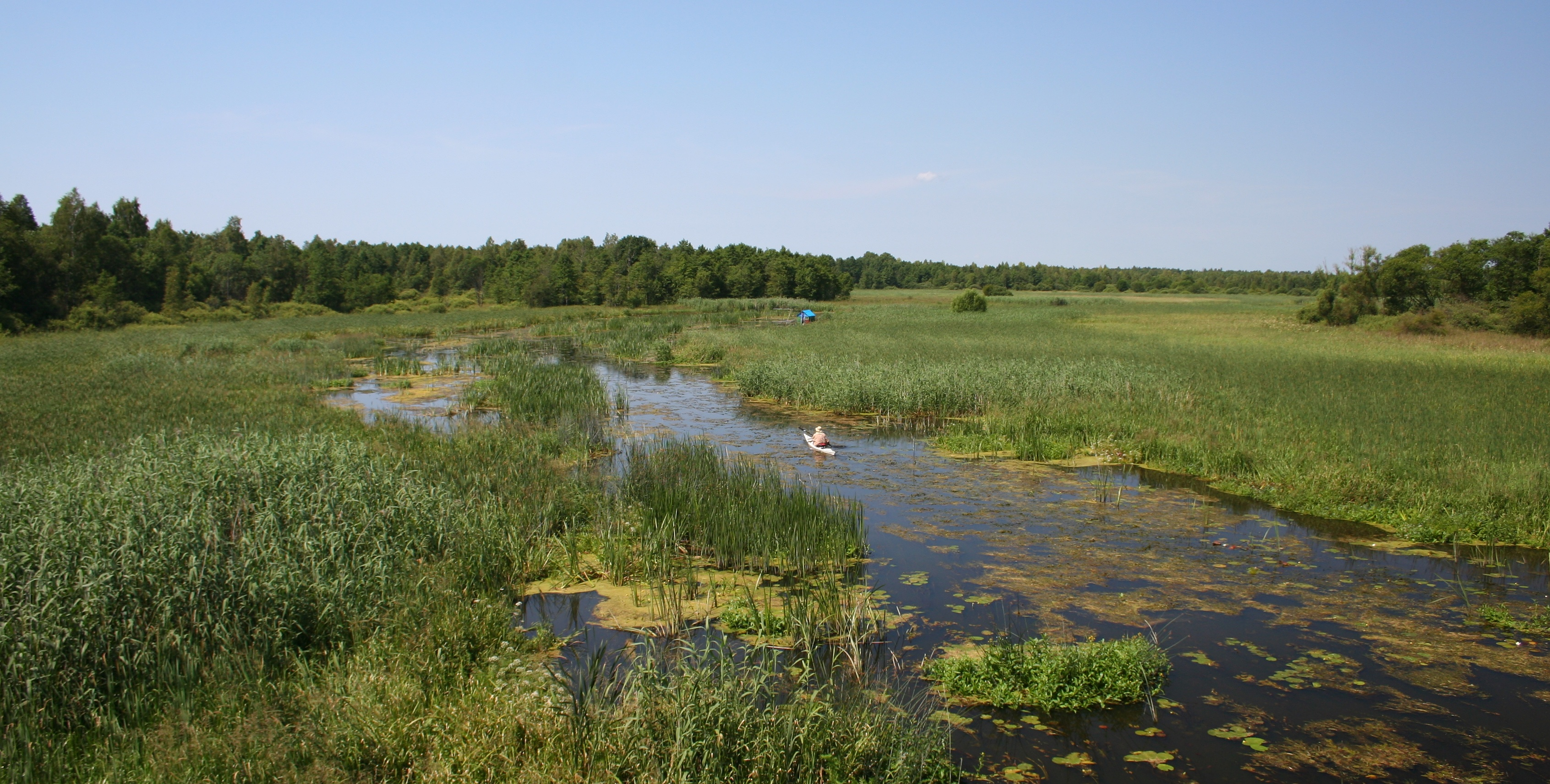
horní tok řeky Biebři

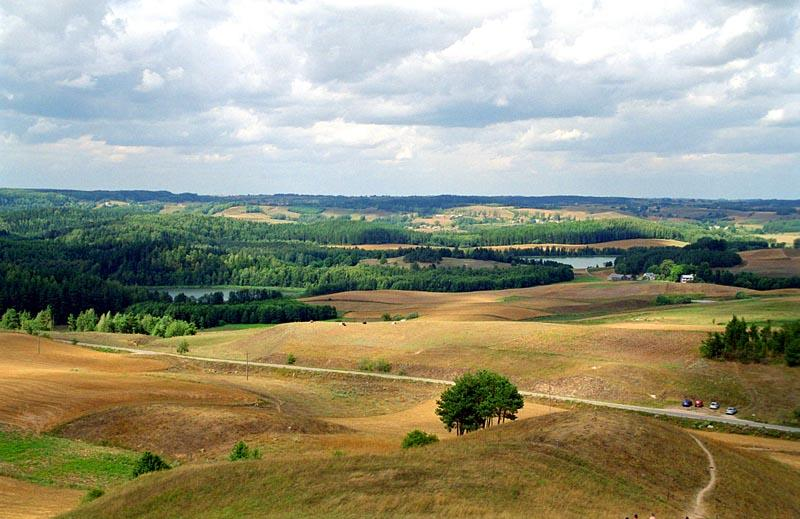
Mazury

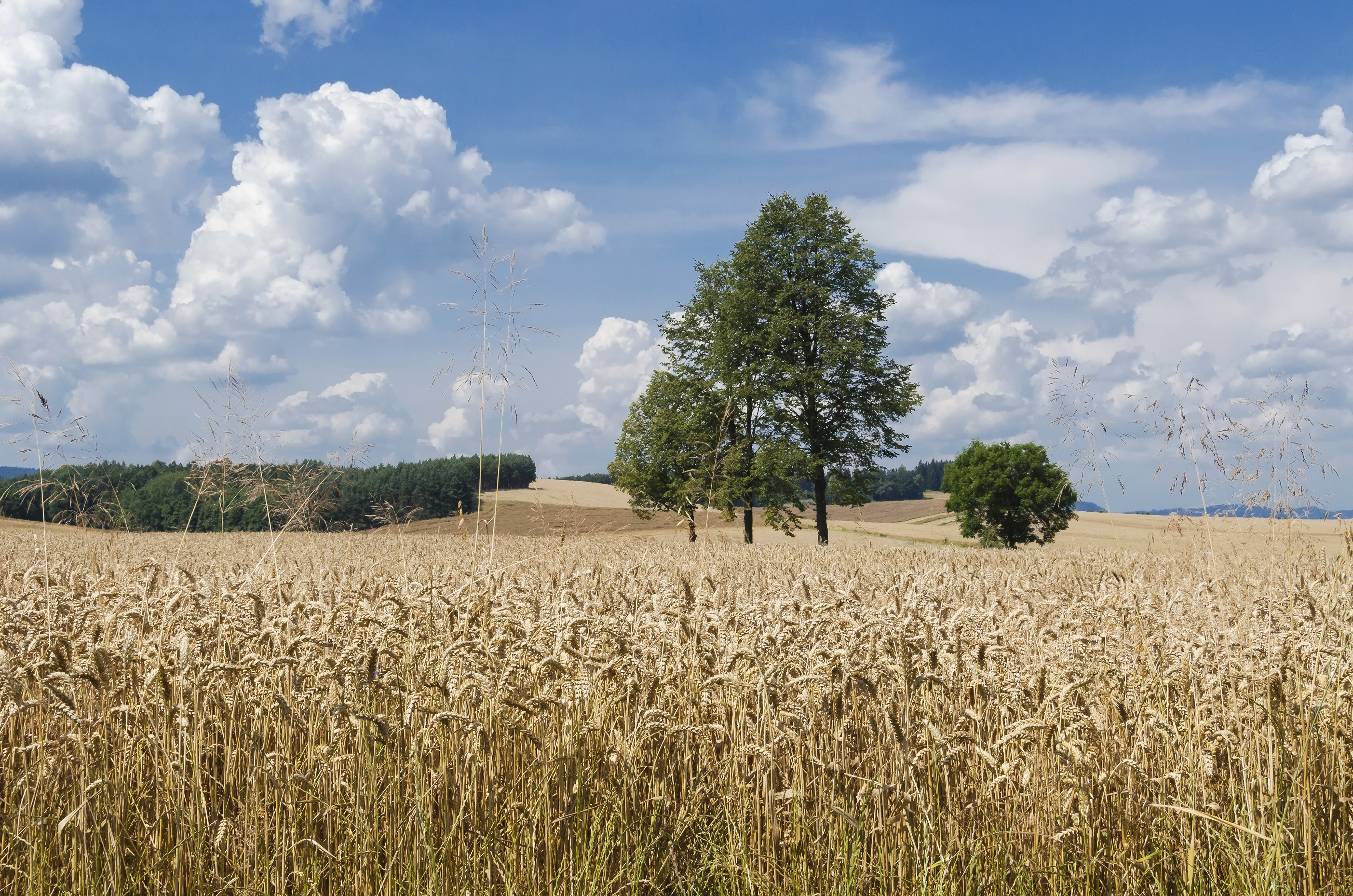
Velkopolsko

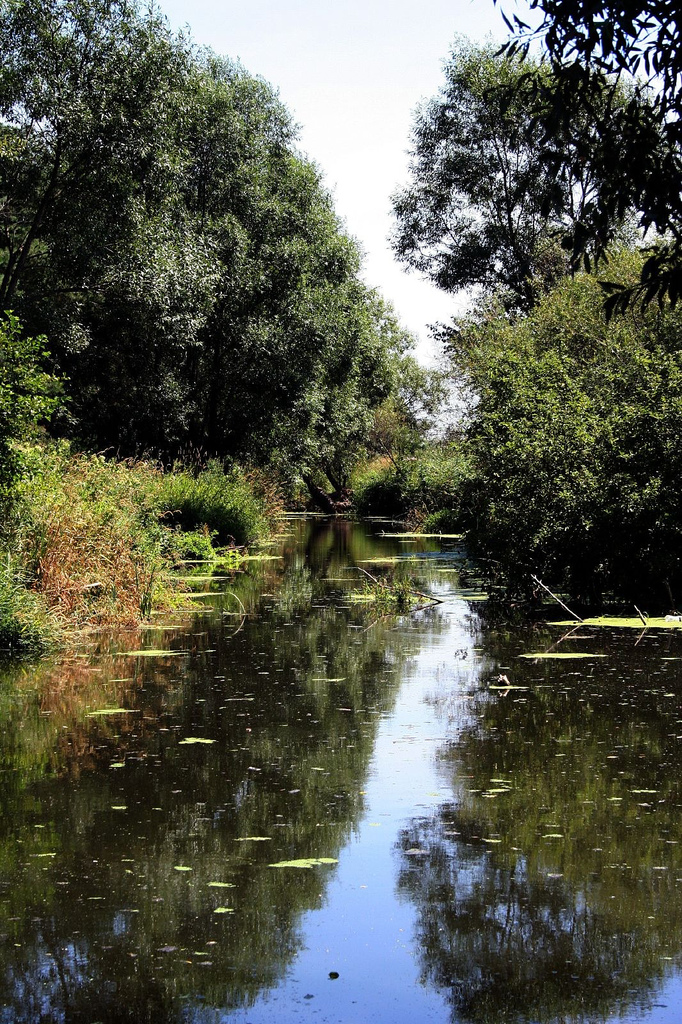
řeka Wschodnia

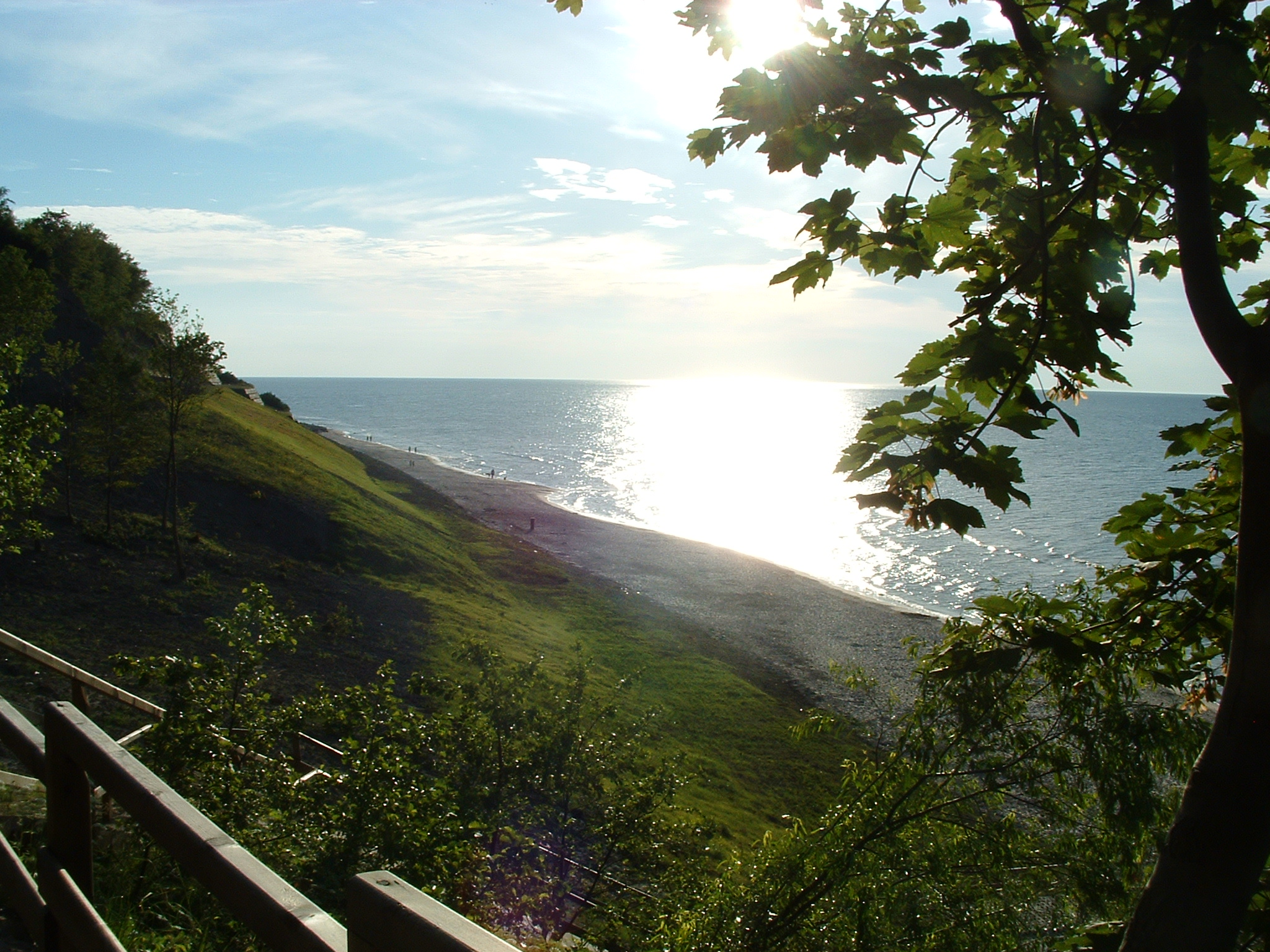
Baltské pobřeží

Povrch Polska se zvedá ze severu k jihu. Severní a střední část je hlavně nížinná (75,1 %, 234 000 km²), na jihu a jihovýchodě je vysočina (24,9 %, 77 600 km²). Střední nadmořská výška je v Polsku 174 m nad mořem. Nejnižším místem v Polsku je bod u vesnice Raczki Elbląskie, který se nachází -1,8 m pod mořem. Nejníže se nacházející lidskou osadou je ves Żółwiniec (-1,3 m pod mořem). Nejvyšším bodem v Polsku je vrchol Rysy nacházející se na polsko-slovenské hranici (2499,1 m nad mořem, nejvyšší vrcholek hory je na slovenské straně hranice – 2503 m n. m.). Nejvýše se nacházející lidskou osadou je Gubałówka (čtvrť města Zakopaného), nacházející se 1125 m n. m. (nejvýše nacházející se dům 1131 m n. m.). Nejvýše se nacházejícím trvale obydleným místem je meteorologická stanice Kasprowy Wierch (1981 m n. m.).
Nížiny

Polské nížiny se dělí na prolákliny (480 km²), nížiny od 0 m do 100 m (78 600 km²) a nížiny od 100 m do 200 m (155 000 km²). Větší část nížin patří k Středoevropské nížině, a to k její nejvýchodnější části zvané Polská nížina (Středopolské nížiny, Jihobaltské pojezeří, Jihobaltské pobřeží, Sasko-lužické nížiny). Menší část nacházející se na severovýchodě patří k Východoevropské rovině, a to k Východobaltsko-běloruské nížině (Pobrzeża Wschodniobałtyckie, Pojezierza Wschodniobałtyckie, Wysoczyzny Podlasko-Białoruskie, Polesie).
Nížiny v Polsku:
| Provincie              | Subprovincie                    | Oblast                         |
| ---------------------- | ------------------------------- | ------------------------------ |
| Středoevropská nížina  |                                 |                                |
|                        | Středopolské nížiny             |                                |
|                        |                                 | Jihovelkopolská nížina         |
|                        |                                 | Milicko-Głogowská sníženina    |
|                        |                                 | Třebnický val                  |
|                        |                                 | Slezská nížina                 |
|                        |                                 | Severomazovská nížina          |
|                        |                                 | Středomazovská nížina          |
|                        |                                 | Jihomazovská zvýšenina         |
|                        |                                 | Jihopodleská nížina            |
|                        | Jihobaltské pojezeří            |                                |
|                        |                                 | Západopomořanské pojezeří      |
|                        |                                 | Východopomořské pojezeří       |
|                        |                                 | Jihopomořanské pojezeří        |
|                        |                                 | Dolní Povislí                  |
|                        |                                 | Iławské pojezeří               |
|                        |                                 | Chelmsko-dobřiňské pojezeří    |
|                        |                                 | Toruňsko-Eberswaldské praúdolí |
|                        |                                 | Brandenbursko-Lubuské pojezeří |
|                        |                                 | Velkopolské pojezeří           |
|                        |                                 | Warčansko-oderské praúdolí     |
|                        |                                 | Zelenohorské výšiny            |
|                        |                                 | Leščinské pojezeří             |
|                        | Jihobaltské pobřeží             |                                |
|                        |                                 | Štětínské pobřeží              |
|                        |                                 | Koszalinské pobřeží            |
|                        |                                 | Gdaňské pobřeží                |
|                        | Sasko-Lužické nížiny            |                                |
|                        |                                 | Sasko-Lužická nížina           |
|                        |                                 | Dolnolužická sníženina         |
|                        |                                 | Lužická zvýšenina              |
| Východoevropská rovina |                                 |                                |
|                        | Východobaltsko-běloruská nížina |                                |
|                        |                                 | Východobaltské pobřeží         |
|                        |                                 | Východobaltské pojezeří        |
|                        |                                 | Podlesko-běloruské zvýšeniny   |
|                        |                                 | Polesí                         |

Vrchoviny
Polské vrchoviny se dělí na vrchoviny od 200 m do 300 m (50 500 km²), vrchoviny od 300 m do 500 m (17 500 km²), vrchoviny od 500 m do 1000 m (9000 km²) a vrchoviny od 1000 m do 2500 m (600 km²). Vysočiny v Polsku patří k následujícím geografickým celkům: Polské vysočiny (Slezsko-krakovská vysočina, Malopolská vysočina, Lubelsko-lvovská vysočina), Ukrajinská vysočina (Volyňsko-podolská vysočina), Karpaty (Vnější Západní Karpaty, Vnitřní Západní Karpaty, Vnější Východní Karpaty) a Česká Vysočina (Krkonošsko-jesenická subprovincie).
V Polsku se nacházejí tři pohoří – Sudetské pohoří (Sudety), Karpaty a Svatokřížské hory (Góry Świętokrzyskie). Hlavními vrcholky Sudet a Karpat vedou hranice s Českem a Slovenskem. K polské části Sudet (přes část hor vedou hranice) patří Krkonoše (Karkonosze), Jizerské hory (Góry Izerskie), Kačavské hory (Góry Kaczawskie), Janovické rudohoří (Rudawy Janowickie), Góry Wałbrzyskie, Góry Kamienne, Soví hory (Góry Sowie), Góry Bardzkie, Stolové hory (Góry Stołowe), Bystřické hory (Góry Bystrzyckie), Orlické hory (Góry Orlickie), Králický Sněžník (Masyw Śnieżnika), Góry Bialskie, Rychlebské hory (Góry Złote), Zlatohorská vrchovina (Góry Opawskie). K polské části Karpat (přes část hor vedou hranice) patří Tatry, Pieniny, Slezské Beskydy (Beskid Śląski), Beskid Mały, Beskid Makowski, Beskid Żywiecki, Beskid Wyspowy, Gorce, Beskid Sądecki, Nízké Beskydy (Beskid Niski), Bukovské vrchy (Bieszczady), Góry Sanocko-Turczańskie. Ke Svatokřížským horám patří Pasmo Klonowskie, Pasmo Bostowskie, Pasmo Oblęgorskie, Pasmo Masłowskie, Łysogóry, Pasmo Jeleniowskie, Pasmo Zgórskie, Pasmo Posłowickie, Pasmo Dymińskie, Pasmo Brzechowskie, Pasmo Orłowińskie, Pasmo Iwaniskie, Pasmo Wygiełzowskie, Pasmo Chęcińskie, Grzbiet Bolechowicki, Pasmo Daleszyckie, Pasmo Cisowskie, Pasmo Ociesęckie.

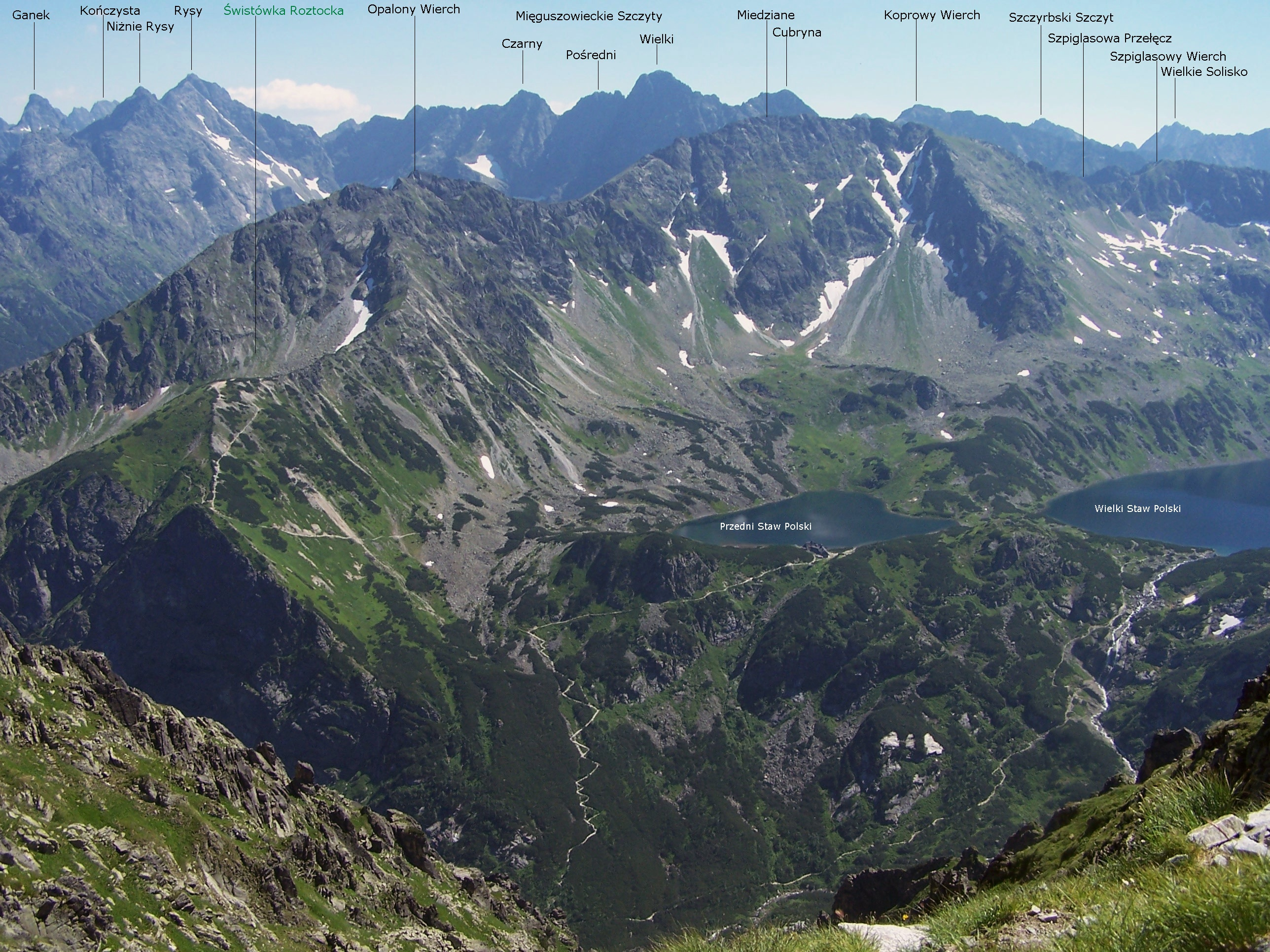
Tatry

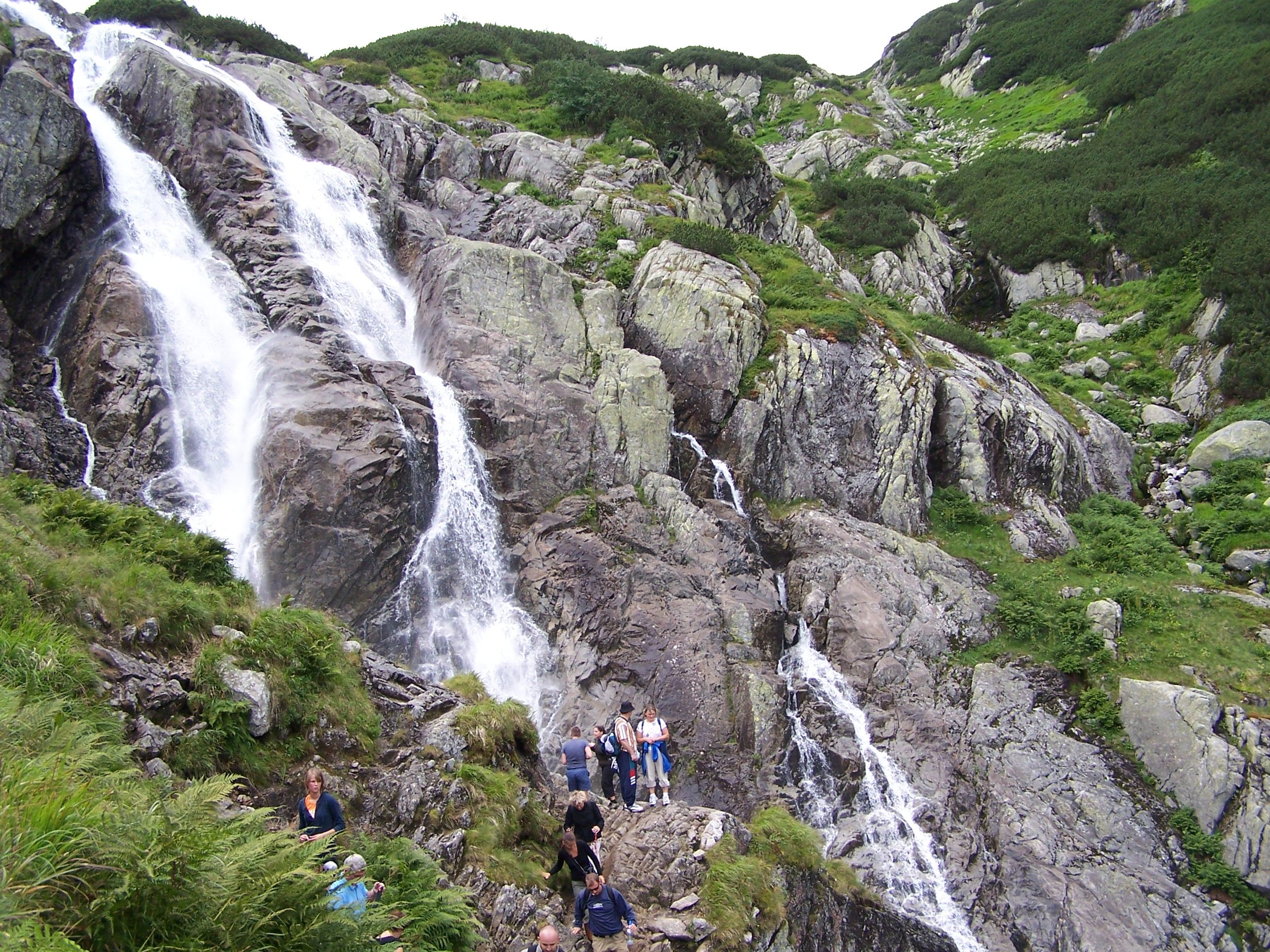
Vodopád Siklava v Tatrách

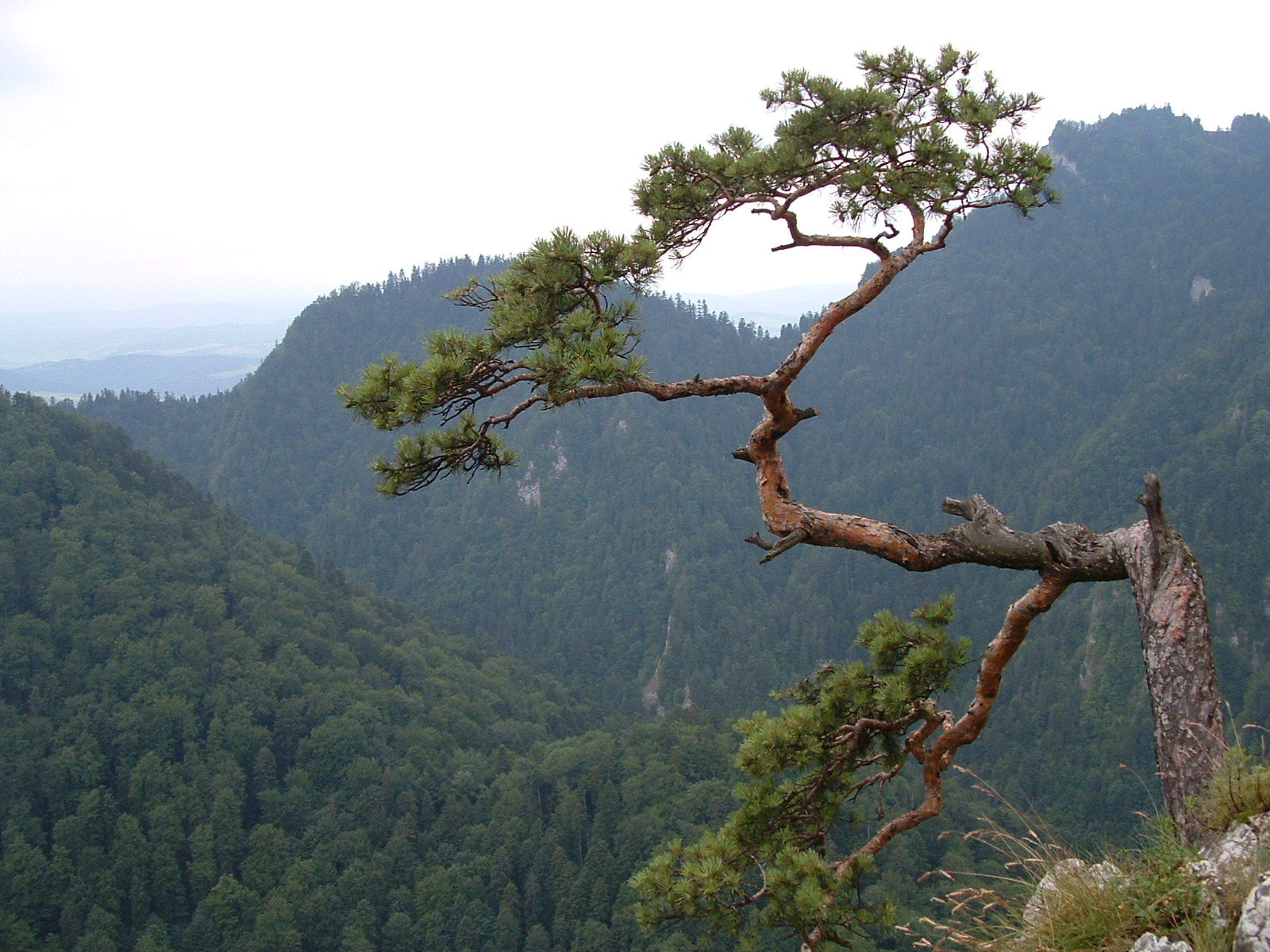
Pieniny

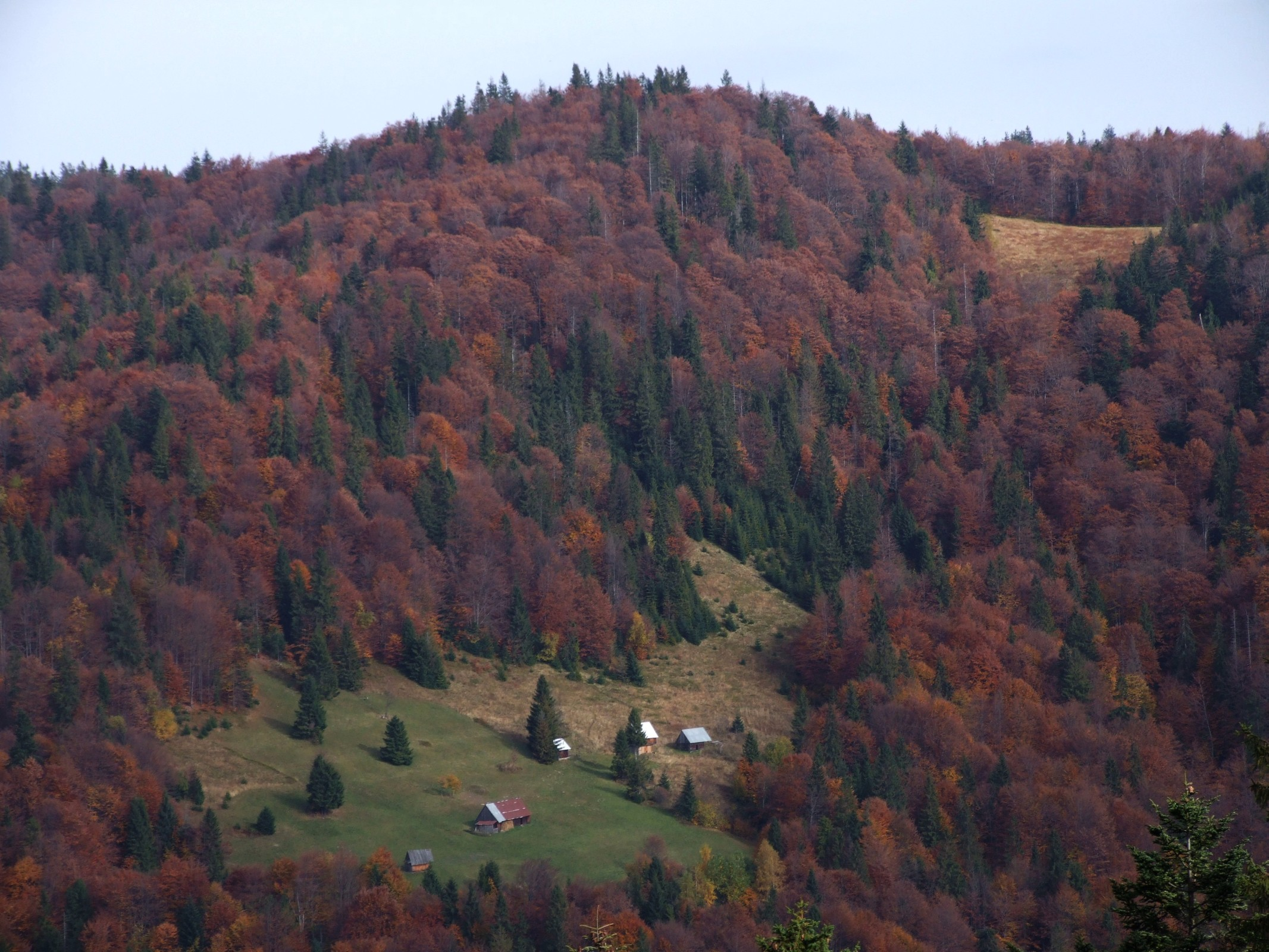
Gorce

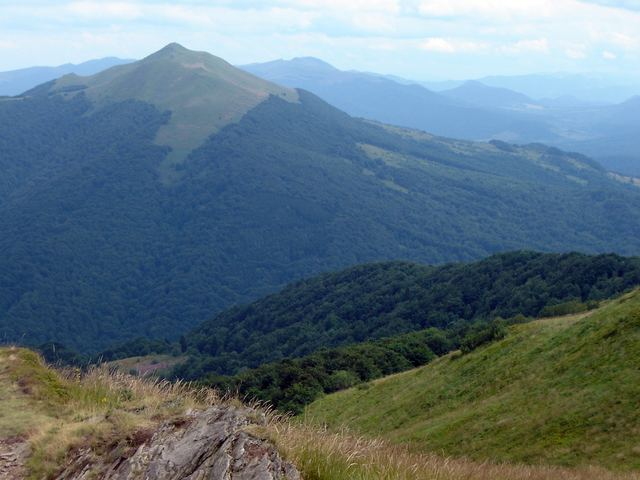
Bieszczady

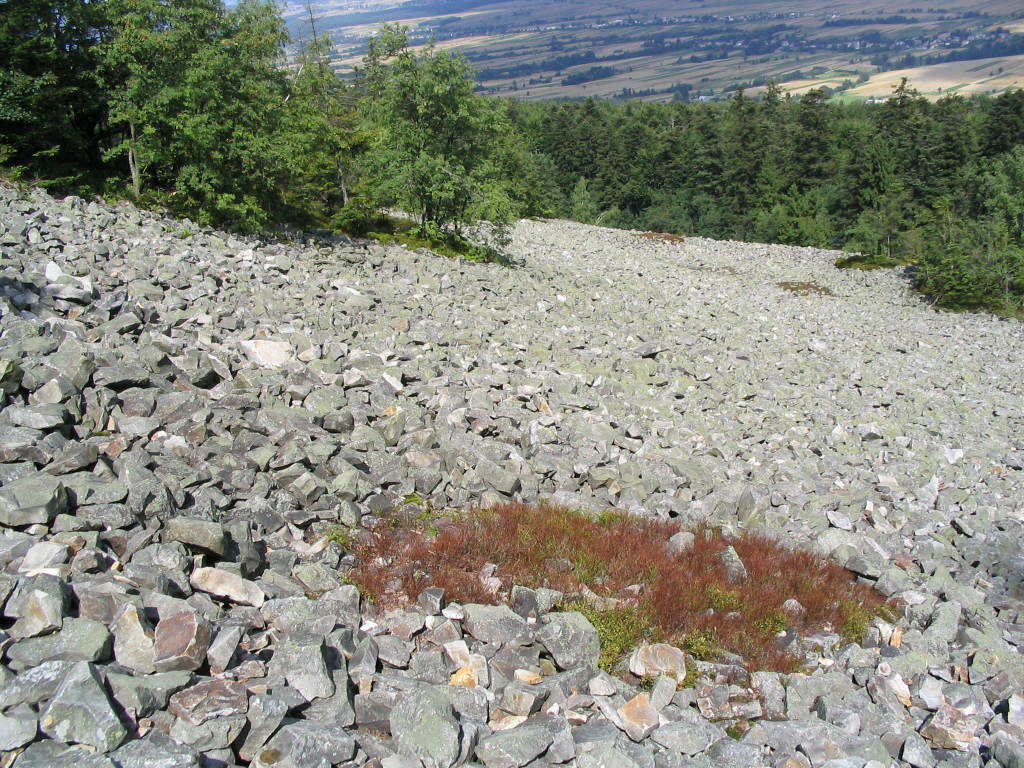
Svatokřížské Hory

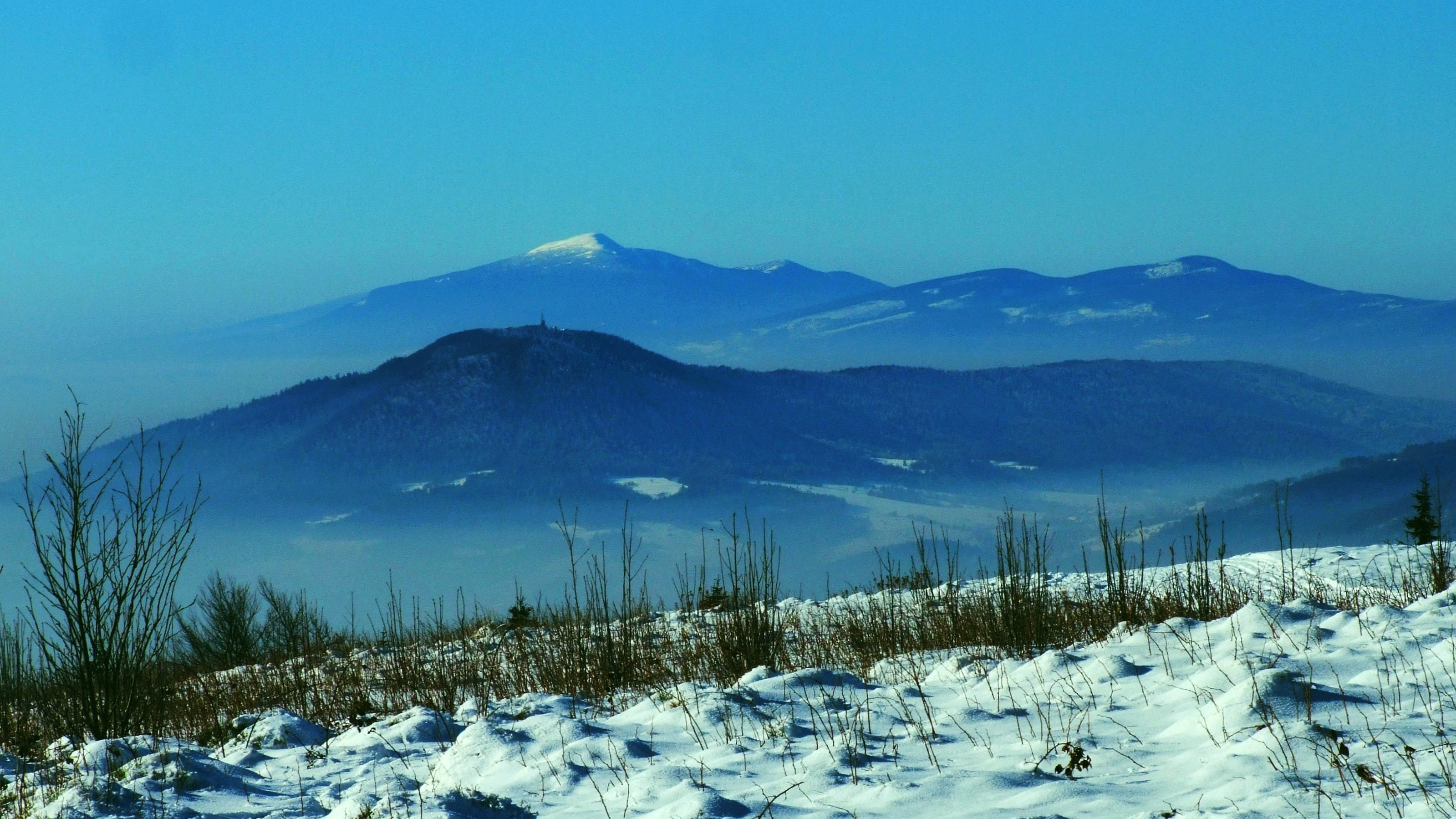
Beskid Żywiecki

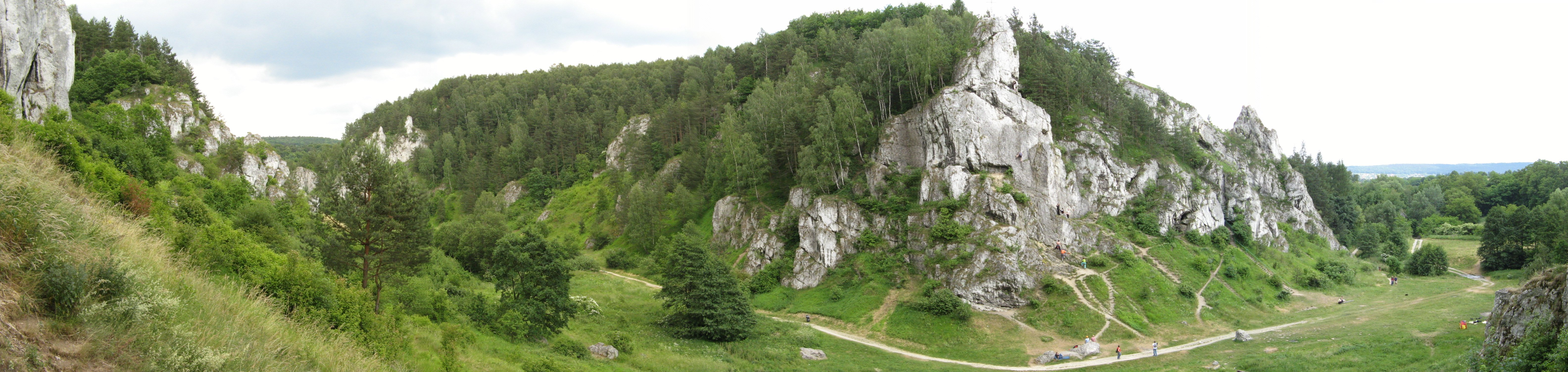
Krakovsko-čenstochovská vysočina

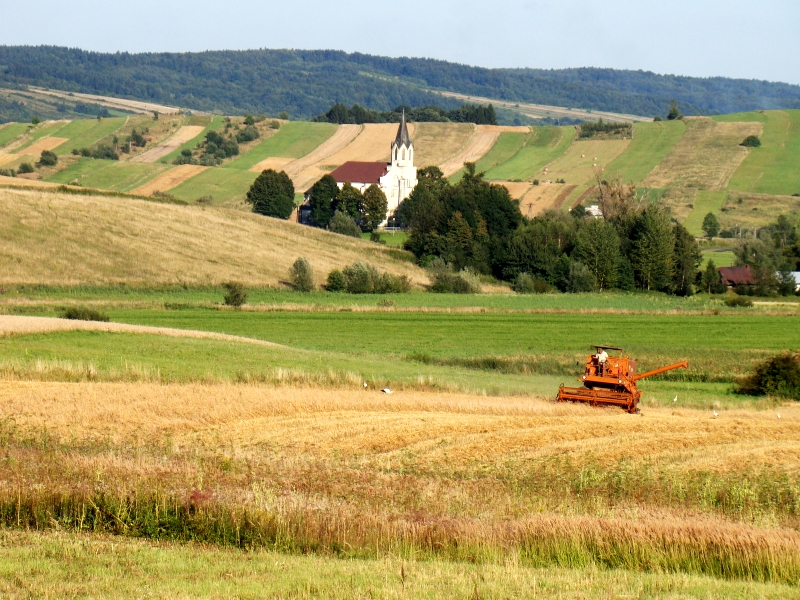
Podkarpatsko

Nejvyšší vrcholky v polské části Tater (část na slovensko-polské hranici):
| Název                          | Výška (m n. m.) |
| ------------------------------ | --------------- |
| Rysy                           | 2499            |
| Mięguszowiecki Szczyt          | 2438            |
| Niżnie Rysy                    | 2430            |
| Mięguszowiecki Szczyt Czarny   | 2410            |
| Mięguszowiecki Szczyt Pośredni | 2393            |
| Hińczowa Turnia                | 2377            |
| Cubryna                        | 2376            |
| Wołowa Turnia                  | 2373            |
| Żabia Turnia Mięguszowiecka    | 2336            |
| Świnica                        | 2301            |
| Kozi Wierch                    | 2291            |
| Żabi Koń                       | 2291            |
| Gąsienicowa Turnia             | 2280            |
| Kozie Czuby                    | 2266            |
| Niebieska Turnia               | 2262            |
| Żabi Szczyt Wyżni              | 2259            |
| Spadowa Kopa                   | 2252            |
| Zawratowa Turnia               | 2247            |
| Buczynowa Strażnica            | 2242            |
| Czarne Ściany                  | 2242            |
| Zadni Granat                   | 2240            |
| Pośredni Granat                | 2234            |
| Miedziane                      | 2233            |
| Mały Kozi Wierch               | 2228            |
| Skrajny Granat                 | 2225            |
| Wielka Koszysta                | 2193            |
| Waksmundzki Wierch             | 2189            |
| Wielka Buczynowa Turnia        | 2182            |
| Zamarła Turnia                 | 2179            |
| Starorobociański Wierch        | 2176            |
| Orla Baszta                    | 2175            |
| Mała Buczynowa Turnia          | 2172            |
| Szpiglasowy Wierch             | 2172            |
| Zadni Mnich                    | 2172            |
| Zadni Kościelec                | 2162            |
| Kazalnica Mięguszowiecka       | 2159            |
| Walentkowy Wierch              | 2156            |
| Wielki Wołoszyn                | 2155            |
| Kościelec                      | 2155            |
| Żabi Mnich                     | 2146            |
| Mały Wołoszyn                  | 2145            |
| Ciemnosmreczyńska Turnia       | 2142            |
| Jarząbczy Wierch               | 2137            |
| Wierch pod Fajki               | 2135            |
| Pośrednia Turnia               | 2128            |
| Buczynowe Czuby                | 2126            |
| Kamienista                     | 2126            |
| Krzesanica                     | 2123            |
| Pośredni Wołoszyn              | 2117            |
| Opalony Wierch                 | 2115            |
| Kołowa Czuba                   | 2105            |
| Żabi Szczyt Niżni              | 2098            |
| Skrajna Turnia                 | 2097            |
| Ciemniak                       | 2096            |
| Małołączniak                   | 2096            |
| Żabia Lalka                    | 2095            |
| Skrajny Wołoszyn               | 2092            |
| Mnichowa Kopa                  | 2090            |
| Żółta Turnia                   | 2087            |
| Wyżni Kostur                   | 2083            |
| Żabia Czuba                    | 2080            |
| Mnich                          | 2068            |
| Smreczyński Wierch             | 2068            |
| Gładki Wierch                  | 2065            |
| Wołowiec                       | 2064            |
| Niżni Kostur                   | 2055            |
| Mniszek                        | 2045            |
| Mała Koszysta                  | 2014            |
| Beskid                         | 2012            |
| Kopa Kondracka                 | 2005            |
| Kończysty Wierch               | 2002            |

Vybrané hory v Polsku (část na hranicích s Českem a Slovenskem):
| Název                            | Výška (m n. m.) | Pohoří                          |
| -------------------------------- | --------------- | ------------------------------- |
| Kasprowy Wierch                  | 1987            | Tatry                           |
| Wielki Giewont                   | 1894            | Tatry                           |
| Kominiarski Wierch               | 1829            | Tatry                           |
| Babia Góra                       | 1725            | Beskid Żywiecki                 |
| Główniak                         | 1617            | Beskid Żywiecki                 |
| Sněžka (Śnieżka)                 | 1603            | Krkonoše (Karkonosze)           |
| Pilsko                           | 1542            | Beskid Żywiecki                 |
| Kępa                             | 1521            | Beskid Żywiecki                 |
| Mała Babia Góra                  | 1517            | Beskid Żywiecki                 |
| Vysoké kolo (Wielki Szyszak)     | 1509            | Krkonoše                        |
| Stříbrný hřbet (Smogornia)       | 1490            | Krkonoše                        |
| Violík (Łabski Szczyt)           | 1472            | Krkonoše                        |
| Malý Šišák (Mały Szyszak)        | 1439            | Krkonoše                        |
| Králický Sněžník (Śnieżnik)      | 1423            | Králický Sněžník                |
| Mužské kameny (Czeskie Kamienie) | 1415            | Krkonoše                        |
| Dívčí kameny (Śląskie Kamienie)  | 1414            | Krkonoše                        |
| Svorová hora (Czarna Kopa)       | 1411            | Krkonoše                        |
| Tępy Szczyt                      | 1387            | Krkonoše                        |
| Kopa                             | 1377            | Krkonoše                        |
| Polica                           | 1369            | Beskid Żywiecki                 |
| Sokolica                         | 1367            | Beskid Żywiecki                 |
| Romanka                          | 1366            | Beskid Żywiecki                 |
| Szrenica                         | 1362            | Krkonoše                        |
| Munczolik                        | 1356            | Beskid Żywiecki                 |
| Tarnica                          | 1346            | Bukovské vrchy (Bieszczady)     |
| Turbacz                          | 1310            | Gorce                           |
| Radziejowa                       | 1262            | Beskid Sądecki                  |
| Skrzyczne                        | 1257            | Slezské Beskydy (Beskid Śląski) |
| Mogielica                        | 1170            | Beskid Wyspowy                  |
| Mędralowa                        | 1169            | Beskid Makowski                 |
| Wysoka Kopa                      | 1126            | Jizerské Hory (Góry Izerskie)   |
| Postawna                         | 1124            | Rychlebské hory (Góry Złote)    |
| Vrchmezí (Orlica)                | 1084            | Orlické Hory (Góry Orlickie)    |
| Wysoka                           | 1050            | Pieniny                         |
| Wielka Sowa                      | 1015            | Soví Hory (Góry Sowie)          |
| Ślęża                            | 718             | Masiv hory Ślężi                |
| Łysica                           | 612             | Svatokřížské hory (Łysogóry)    |

## Vodstvo
Řeky

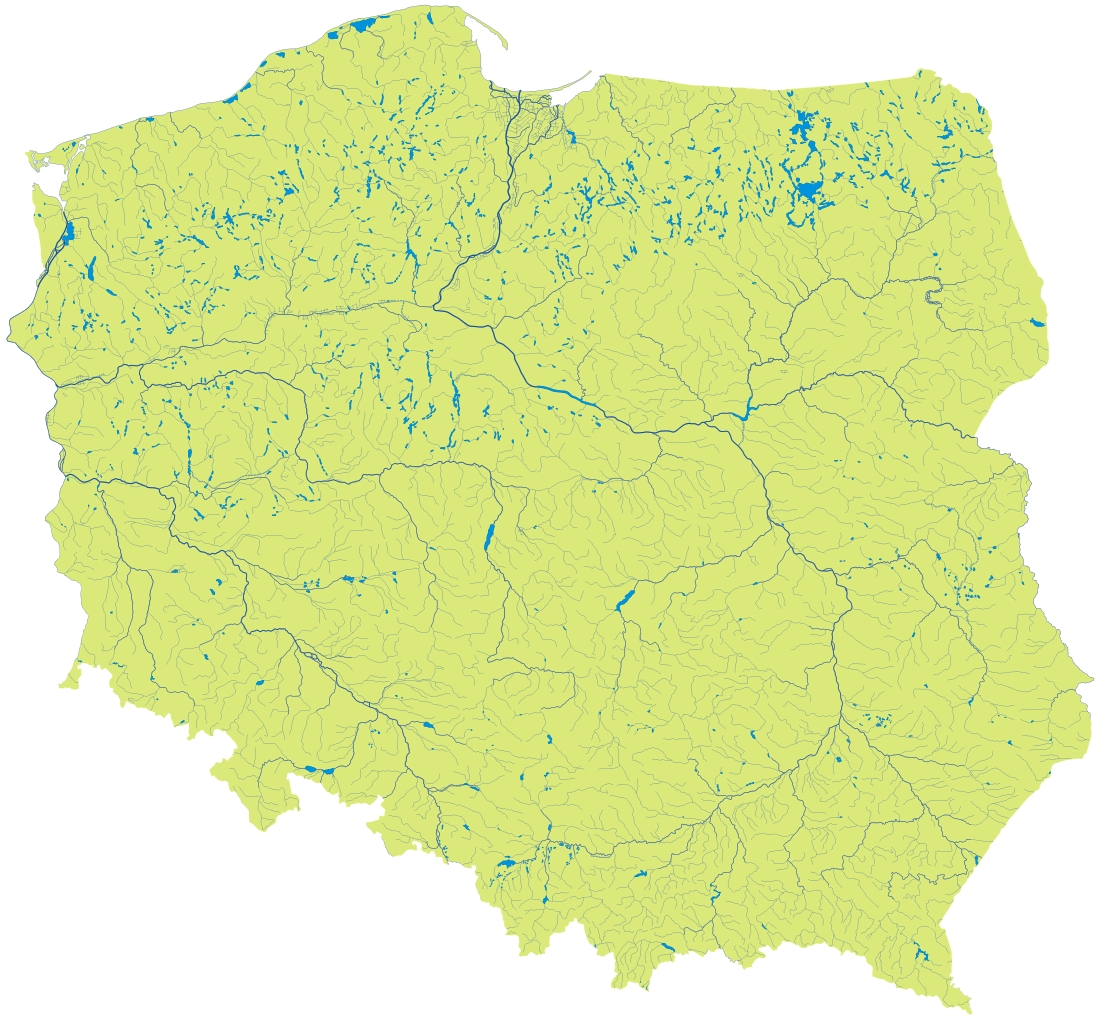
Vodstvo Polska

V Polsku je hustá říční síť. Je zde velké množství jezer a přehradních nádrží. Největší řeky jsou Visla a Odra (Odra pramení v Česku). Tyto řeky odvádějí 90 % vody z území Polska do Baltského moře. V Tatrách leží plesa (vysoko položená jezera ledovcového původu). 99,7 % území patří do úmoří Baltského moře (povodí Visly 55,7 %, povodí Odry 33,9 %, povodí Němenu 0,8 %, povodí přímořských řek 9,3 %). Zbytek patří do úmoří Černého moře (povodí Dněstru, povodí Dunaje) a Severního moře (povodí Labe).
Největší řeky Polska:
| Název                       | povodí                 | Délka (km) | Délka na území Polska (km) | Plocha povodí (km²) | Plocha povodí na území Polska (km²) |
| --------------------------- | ---------------------- | ---------- | -------------------------- | ------------------- | ----------------------------------- |
| Visla (Wisła)               | povodí Visly (1 řád)   | 1047       | 1047                       | 194424              | 168699                              |
| Odra                        | povodí Odry (1 řád)    | 854        | 742                        | 118861              | 106058                              |
| Warta                       | povodí Odry (2 řád)    | 808        | 808                        | 54529               | 54529                               |
| Bug                         | povodí Visly (3 řád)   | 772        | 587                        | 39420               | 19284                               |
| Narew                       | povodí Visly (2 řád)   | 484        | 448                        | 75175               | 53873                               |
| San                         | povodí Visly (2 řád)   | 458        | 457                        | 16861               | 14390                               |
| Noteć                       | povodí Odry (3 řád)    | 391        | 391                        | 17330               | 17330                               |
| Pilica                      | povodí Visly (2 řád)   | 319        | 319                        | 9273                | 9273                                |
| Wieprz                      | povodí Visly (2 řád)   | 303        | 303                        | 10415               | 10415                               |
| Bobr (Bóbr)                 | povodí Odry (2 řád)    | 272        | 270                        | 5876                | 5830                                |
| Lava (Łyna)                 | povodí Pregoly (2 řád) | 264        | 190                        | 7126                | 5719                                |
| Lužická Nisa (Nysa Łużycka) | povodí Odry (2 řád)    | 252        | 198                        | 4297                | 2197                                |
| Wkra                        | povodí Visly (3 řád)   | 249        | 249                        | 5322                | 5322                                |
| Dunajec                     | povodí Visly (2 řád)   | 274        | 247                        | 6804                | 4852                                |
| Brda                        | povodí Visly (2 řád)   | 238        | 238                        | 4627                | 4627                                |
| Prosna                      | povodí Odry (3 řád)    | 217        | 217                        | 4925                | 4925                                |
| Drwęca                      | povodí Visly (2 řád)   | 207        | 207                        | 5344                | 5344                                |
| Wisłok                      | povodí Visly (3 řád)   | 205        | 205                        | 3528                | 3528                                |
| Wda                         | povodí Visly (2 řád)   | 198        | 198                        | 2325                | 2325                                |
| Drawa                       | povodí Odry (4 řád)    | 186        | 186                        | 3296                | 3296                                |
| Kladská Nisa (Nysa Kłodzka) | povodí Odry (2 řád)    | 182        | 182                        | 4566                | 3744                                |
| Poprad                      | povodí Visly (3 řád)   | 170        | 63                         | 2077                | 483                                 |
| Pasłęka                     | povodí Pasłęky (1 řád) | 169        | 169                        | 2294                | 2294                                |
| Rega                        | povodí Regy (1 řád)    | 168        | 168                        | 2725                | 2725                                |
| Bzura                       | povodí Visly (2 řád)   | 166        | 166                        | 7788                | 7788                                |

Jezera

V Polsku je několik tisíc jezer. Jezer o ploše větší než 1 ha je současně 7081 (2813,77 km²). Velikost jezer v Polsku trvale klesá. V roce 1954 bylo v Polsku 9296 jezer o ploše větší než 1 ha. V Polsku je několik velkých jezerních plošin, patří mezi ně Mazurská jezera, Západopomořská jezerní plošina, Východopomořská jezerní plošina, Jihopomořská jezerní plošina, Velkopolská jezerní plošina, Chelmnsko-Dobřínská jezerní plošina, Ilavská jezerní plošina, Svatokřížská jezerní plošina, Lenčinsko-Vlodavská (Pojezierze Łęczyńsko-Włodawskie) jezerní plošina a několik dalších menších oblastí.
Největší polská jezera:
| Název                   | Plocha (km²) | Max. hloubka (m) | Nadmořská výška (m n. m.) |
| ----------------------- | ------------ | ---------------- | ------------------------- |
| Śniardwy (celý komplex) | 114,87       | 23,4             | 115,7-116,1               |
| Mamry (celý komplex)    | 98,5         | 43,8             | 115,7-116,3               |
| Łebsko                  | 70,2         | 6,3              | 0,2                       |
| Dąbie                   | 54           | 4,2              | 0,1                       |
| Miedwie                 | 34,9         | 43,8             | 14,1                      |
| Jeziorak                | 31,5         | 12,9             | 99,2-99,4                 |
| Niegocin                | 25,9         | 39,7             | 115,7-116,2               |
| Gardno                  | 23,3         | 2,6              | 0,3                       |
| Jamno                   | 22,3         | 3,9              | 0,1                       |
| Wigry                   | 21,1         | 74,2             | 131,9                     |
| Gopło                   | 21,2         | 16,6             | 76,8-77,2                 |
| Roś                     | 18           | 31,8             | 114,5-115,4               |
| Drawsko                 | 17,9         | 79,7             | 128,7                     |
| Wielimie                | 16,3         | 5,5              | 132,7                     |
| Tałty-Ryńskie           | 17,9         | 50,8             | 116,0                     |
| Nidzské jezero          | 17,5         | 23,7             | 117,7-117,9               |
| Bukowo                  | 16,4         | 2,8              | 0,2                       |
| Rajgrodzské jezero      | 14,9         | 52,0             | 117,5-118,6               |
| Lubie                   | 14,8         | 46,2             | 95,0                      |
| Żarnowieckie            | 14,2         | 19,4             | 1,4                       |
| Wdzydze                 | 14,1         | 69,5             | 139,2                     |
| Charzykowskie           | 13,3         | 30,5             | 121,0                     |
| Narie                   | 12,2         | 43,0             | 104,6-105,0               |
| Selmęt Wielki           | 12,0         | 21,9             | 120,7                     |
| Druzno                  | 11,4         | 2,5              | 0,1                       |

Vodní nádrže

V Polsku bylo postaveno 140 moderních přehradních vodních nádrží, z toho polovina před II světovou válkou. Dlouhou tradici mají v Polsku také rybníky. Nejstarší velkou vodní nádrží v Polsku (rybník pro chov ryb) je "Jezero Zygmunta Augusta" přehrazené před rokem 1559 (4,85 km²). Tradice zakládání rybníků v Polsku sahá ovšem do XII století a k největším "rybníkovým oblastem" patří Milické rybníky (u řeky Baryč – 285 rybníků, 77 km²), rybníky v horním toku řeky Visly (Osvětimsko, Zátorsko), rybníky u řeky Bzury, rybníky na Podlesí.
Největší polské umělé přehradní vodní nádrže:
| Název                  | Plocha (km²) | Výška přehrady (m) | Obsah (mln m³) | Ukončení               |
| ---------------------- | ------------ | ------------------ | -------------- | ---------------------- |
| Jezioro Włocławskie    | 70,4         | 24                 | 386            | 1970                   |
| Jeziorsko              | 42,3         | 20                 | 203            | 1986                   |
| Jezioro Siemianowskie  | 32,5         | 9                  | 80             | 1990                   |
| Jezioro Goczałkowickie | 32,0         | 16                 | 166            | 1955                   |
| Jezioro Zegrzyńskie    | 30,5         | 19                 | 90             | 1963                   |
| Jezioro Solińskie      | 21,1         | 82                 | 472            | 1968                   |
| Jezioro Turawskie      | 20,7         | 14                 | 96             | 1939                   |
| Jezioro Nyskie         | 20,4         | 22                 | 102            | 1972                   |
| Jezioro Otmuchowskie   | 19,8         | 17                 | 107            | 1933                   |
| Zalew Sulejowski       | 19,8         | 16                 | 79             | 1974                   |
| Jezioro Rożnowskie     | 16,0         | 49                 | 161            | 1941 (stavěno od 1935) |
| Jezioro Czorsztyńskie  | 12,3         | 60                 | 232            | 1997                   |
| Jezioro Dobczyckie     | 10,7         | 41                 | 142            | 1986                   |
| Zbiornik Świnna Poręba | 10,4         | 50                 | 161            | 2015                   |

Bažiny

Bažiny a mokřiny tvoří 14,2 % území Polska. 30 % z nich jsou rašeliniště. Největší rašeliniště se nacházejí v údolí řeky Biebři (1000 km²), řeky Noteć (500 km²), řeky Tyśmienica (350 km²) a ústí Odry (250 km²). Ovšem v oblasti řeky Biebři a Noteci se vyskytují také mokřady ostatních typů. Biebřanské bažiny se táhnou 100 km a pokrývají velkou část povodí této řeky (7051 km²).

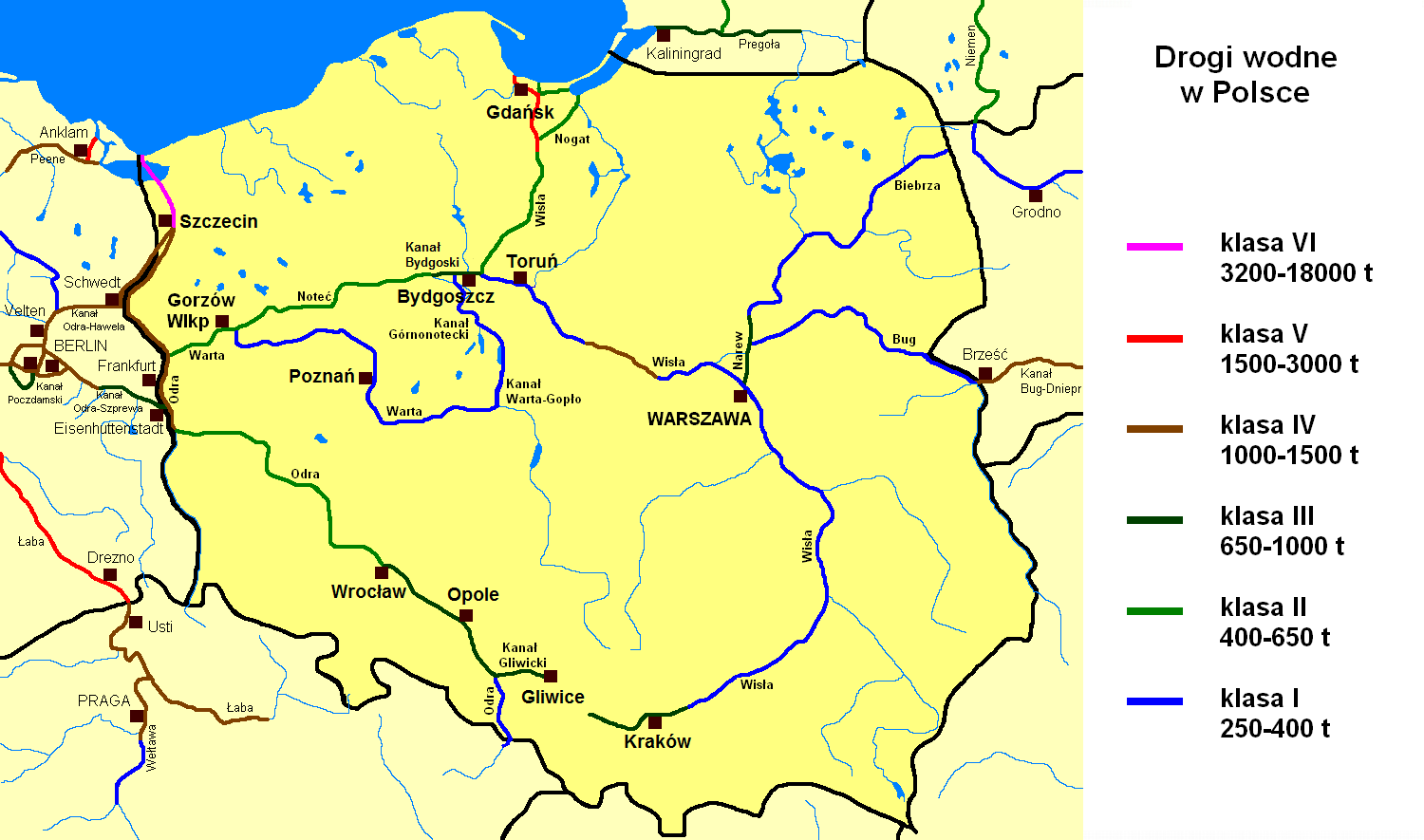
Vodní cesty v Polsku

Vodní cesty v Polsku vedou splavnými úseky řek a jezer a umělými kanály. Mezi nejdůležitější polské kanály patří Bydhošťský kanál (24,7 km, 6 zdymadel), Glivický kanál (40,6 km, 6 zdymadel), Augustovský kanál (101 km, 18 zdymadel) a Hornonotecký kanál (25 km, 6 zdymadel). Celková délka splavných umělých kanálů je 440 km. Splavné jsou téměř celé úseky řek Odra, Visla a Noteć. Splavná je také velká část řek Warta, Narew, Biebrza, Bug a vodní cesty vedoucí přes mazurská jezera propojená umělými kanály. Povodí Odry a Visly je kanály propojené s povodím Labe (kanál Odra-Havela, kanál Odra-Špréva), povodím Němenu (Augustovský kanál) a povodím Dněpru (kanál Bug-Dněpr). Přes Polsko vedou 3 mezinárodní vodní cesty: E30 (Dunaj/Bratislava-Balt/Štětín), E40 (Balt/Gdaňsk-Černé moře/Oděsa) a E70 (Atlantský oceán/Antverpy-Balt/Klaipeda).

## Využití půdy
47 % rozlohy Polska tvoří orná půda, 29 % tvoří lesy, pastviny 13 %, ostatní 11 %.

## Ochrana přírody
Celkově je v Polsku chráněno 101 588 km² území, což představuje 32,1 % rozlohy země. Ochrana přírody se v Polsku soustřeďuje zejména do 23 národních parků:
| - Babia Góra - Bělověžský - Biebrzanský - Bieszczadský - Drawenský - Gorecký - Kampinoský - Krkonošský - Magurský - Narewský - Ojcowský - Pieninský | - Poleský - Roztoczanský - Slovinský - Stolové hory - Svatokřížský - Tatranský - Tucholské bory - Ústí Warty - Velkopolský - Wigerský - Wolinský |

## Administrativní dělení

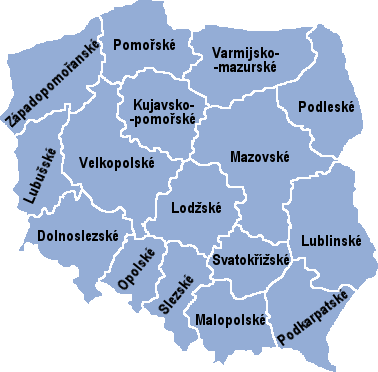
Polská vojvodství

Polsko má 3 úrovně administrativního dělení. Jako celek je unitárním státem. 
- Nejvyšší správní celek se nazývá województwo (česky vojvodství). Celkem je Polsko tvořeno 16 těmito vojvodstvími.
- Druhý stupeň dělení představují powiaty (jednotné číslo powiat, česky okres). V celém státě je 379 okresů. Okresy se dělí na:
  - powiat ziemski – zemský okres (celkový počet 314)
  - powiat grodzki – městský okres, což je v podstatě gmina, která dostala status okresu – jedná se o největší města Polska (65)
- Třetí nejnižší stupeň je gmina (do češtiny ne zcela přesně překládáno jako obec). V roce 2004 bylo v Polsku 2478 obcí. Venkovské obce se dále dělí na "sołectwa" (sołectwo), městské na "dzielnice" (dzielnica). Administrativní jednotky zvané "gmina" (obec), jsou větší než jejich český ekvivalent a skládají se z několika vesnic označovaných jako "sołectwa" (v Česku rozlohově k polským gminám mají nejblíž obce s rozšířenou působností). K 31. prosinci 2013 bylo v Polsku 40 583 "sołectw". Městské obce se v Polsku dělí na "dzielnice", tedy městské čtvrti. Obce se dělí do tří kategorií:
  - gmina miejska – městská obec (celkový počet 307)
  - gmina miejsko-wiejska – městsko-venkovská obec (582)
  - gmina wiejska – venkovská obec (1589)

Vojvodství
| ISO 3166-2 | Název                                    | Hlavní město                     | Populace (mil.obyv.) | Plocha (km²) | Hustota obyd. (obyv./km²) |
| ---------- | ---------------------------------------- | -------------------------------- | -------------------- | ------------ | ------------------------- |
| PL-DS      | Dolnoslezské (dolnośląskie)              | Vratislav                        | 2 888 232            | 19 948       | 145                       |
| PL-KP      | Kujavsko-pomořské (Kujawsko-pomorskie)   | Bydhošť, Toruň                   | 2 068 000            | 17 969       | 115                       |
| PL-LD      | Lodžské (Łódzkie)                        | Lodž                             | 2 597 000            | 18 219       | 143                       |
| PL-LU      | Lublinské (Lubelskie)                    | Lublin                           | 2 191 000            | 25 195       | 87                        |
| PL-LB      | Lubušské (Lubuskie)                      | Gorzów Wielkopolski, Zelená Hora | 1 009 005            | 13 198       | 76                        |
| PL-MA      | Malopolské (Małopolskie)                 | Krakov                           | 3 253 000            | 15 108       | 253                       |
| PL-MZ      | Mazovské (Mazowieckie)                   | Varšava                          | 5 136 000            | 35 597       | 144                       |
| PL-OP      | Opolské (Opolskie)                       | Opole                            | 1 055 667            | 9 412        | 112                       |
| PL-PK      | Podkarpatské (Podkarpackie)              | Řešov                            | 2 077 000            | 17 926       | 116                       |
| PL-PD      | Podleské (Podlaskie)                     | Białystok                        | 1 221 000            | 20 180       | 61                        |
| PL-PM      | Pomořské (Pomorskie)                     | Gdaňsk                           | 2 192 000            | 18 293       | 60                        |
| PL-SL      | Slezské (Śląskie)                        | Katovice                         | 4 830 000            | 12 294       | 393                       |
| PL-SK      | Svatokřížské (Świętokrzyskie)            | Kielce                           | 1 291 000            | 11 672       | 110                       |
| PL-WN      | Varmijsko-mazurské (Warmińsko-mazurskie) | Olsztyn                          | 1 428 552            | 24 192       | 60                        |
| PL-WP      | Velkopolské (Wielkopolskie)              | Poznaň                           | 3 360 000            | 29 286       | 115                       |
| PL-ZP      | Západopomořanské (Zachodniopomorskie)    | Štětín                           | 1 694 865            | 22 896       | 74                        |

## Města

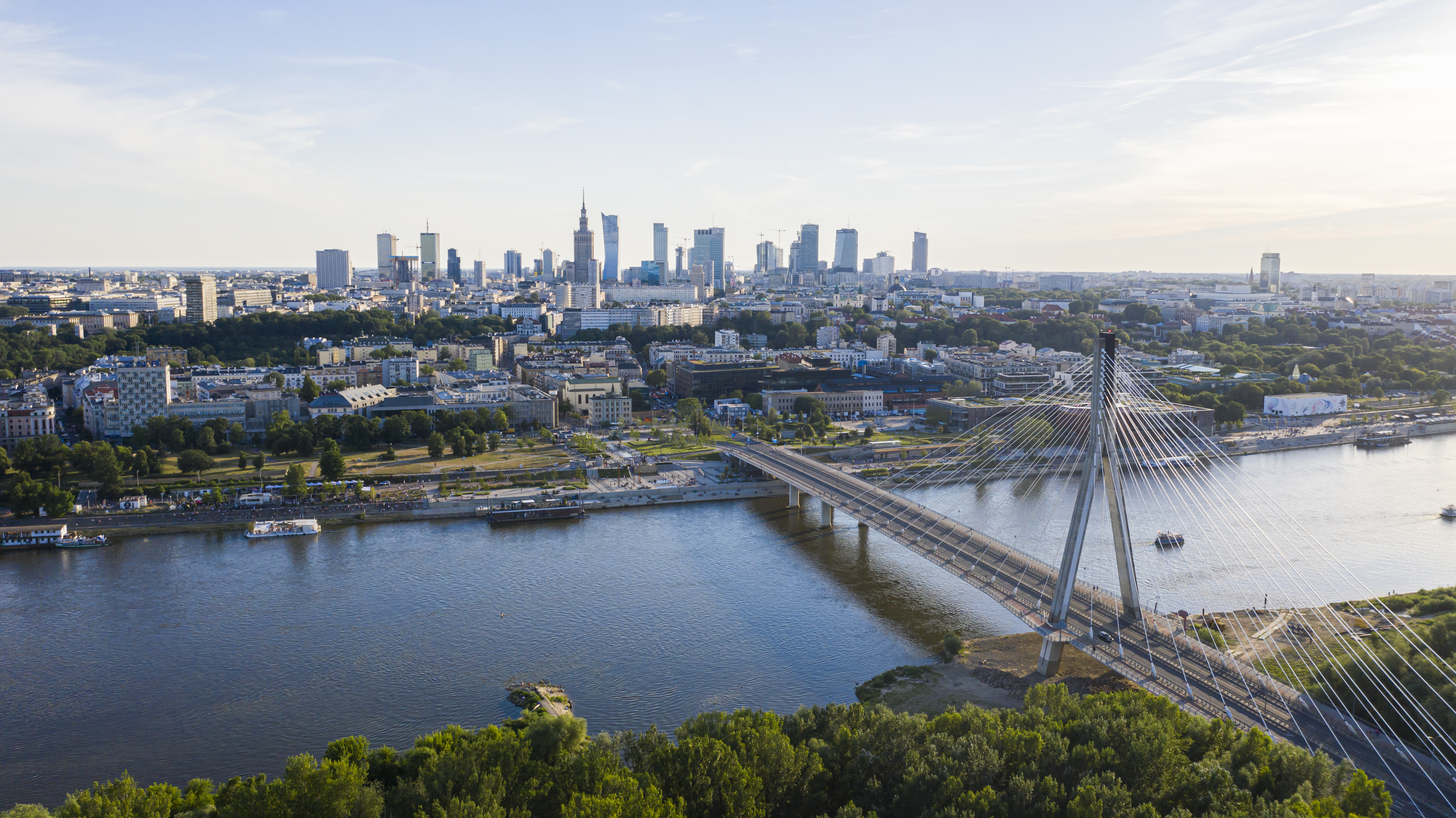
Varšava

Největší města:
| Název     | Počet obyvatel   | Aglomerace |
| --------- | ---------------- | ---------- |
| Warszawa  | 1 744 351 (2015) | 2 680 600  |
| Kraków    | 762 508 (2015)   | 1 227 200  |
| Łódź      | 700 982 (2015)   | 1 061 600  |
| Wrocław   | 635 759 (2015)   | 1 136 900  |
| Poznań    | 542 348 (2015)   | 1 227 200  |
| Gdańsk    | 462 249 (2015)   | 1 220 800  |
| Szczecin  | 407 047 (2015)   | 683 900    |
| Bydgoszcz | 355 645 (2015)   | 724 700    |
| Lublin    | 341 368 (2015)   | 465 900    |
| Katowice  | 301 834 (2015)   | 3 239 200  |